# Cephalotaceae
Cephalotaceae is een botanische naam, voor een familie van tweezaadlobbige planten. Een familie onder deze naam wordt vrij regelmatig erkend door systemen voor plantentaxonomie, en zo ook door het APG-systeem (1998) en het APG II-systeem (2003).
De familie bestaat uit één soort, de Australische bekerplant (Cephalotus follicularis), een vleesetende plant.
In het Cronquist-systeem (1981) is de plaatsing in de orde Rosales.